# Luco dei Marsi
Luco dei Marsi là một đô thị thuộc tỉnh L'Aquila trong vùng Abruzzo Ý. Đô thị này có diện tích km², dân số người. Các làng trực thuộc:. Các đô thị giáp ranh gồm: Avezzano, Canistro, Capistrello, Celano, Civita d'Antino, Civitella Roveto, Trasacco